# Marijan Pavliček
Marijan Pavliček (Vukovar, 4. prosinca 1980.), hrvatski političar, po struci profesor njemačkog jezika i povijesti. Trenutno obnaša dužnosti gradonačelnika Vukovara i predsjednika Hrvatskih suverenista.

## Životopis
Marijan Pavliček rođen je 1980. godine u Vukovaru. Završio je fakultet u Zagrebu te se zaposlio kao profesor njemačkog jezika i povijesti. Od 2014. do 2021. godine bio je dogradonačelnik Vukovara i zamjenik gradonačelnika Ivana Penave iz Domovinskog pokreta. Do siječnja 2015. godine bio je članom Hrvatske stranke prava dr. Ante Starčević kada je napustio stranku i prešao u Hrvatsku konzervativnu stranku. Prigodom ujediniteljskog sabora Hrvatske konzervativne stranke i Akcije za bolju Hrvatsku u zagrebačkoj koncertnoj dvorani Vatroslava Lisinskog, 4. ožujka 2017. godine, izabran je za predsjednika HKS-a, čime je naslijedio bivšu predsjednicu stranke Ružu Tomašić. Pavliček je jedan od suosnivača političke platforme Hrvatski suverenisti koja je okupljala hrvatske konzervativne stranke te je osvojila jedan mandat na izborima za Europski parlament, a natjecala se i na hrvatskim parlamentarnim izborima 2020. godine.

### Gradonačelnik Vukovara
Pavliček se na hrvatskim lokalnim izborima 2025. kandidirao za gradonačelnika Vukovara. U prvom krugu izbora osvojio je drugo mjesto s 36,88 % glasova. U drugom izbornom krugu pobijedio je protukandidata Domagoja Bilića i postao novi gradonačelnik Vukovara.
Pavliček je na gradonačelničku dužnost službeno stupio 6. lipnja 2025. godine, preuzevši dužnost od Ivana Penave iz Domovinskog pokreta.

### Privatni život
Marijan Pavliček živi i radi u Vukovaru. Oženjen je i otac je troje djece. Aktivno govori njemački i engleski jezik.

## Vanjske poveznice
- Pavliček, Marijan – sabor.hr